# Église Saint-Martin de Juigné-sur-Sarthe
L'église Saint-Martin est une église située à Juigné-sur-Sarthe,dans le département français de la Sarthe.

## Historique
Le prieuré de Juigné fut fondé au Moyen Âge. La construction de l'église début au XIIe siècle avant d'être remaniée aux XVIe et XVIIe siècles.
Le clocher de l'église est inscrit au titre des monuments historiques le 22 décembre 1981.